# Arquitectura africana
L'arquitectura africana correspon a una àmplia varietat d'estils arquitectònics. Al llarg de la història, els grups ètnics que poblaren Àfrica han tingut les seues tradicions arquitectòniques. En alguns casos, s'han pogut identificar amplis estils, com ara l'arquitectura saheliana a l'Àfrica occidental. Un tema comú en gran part de l'arquitectura africana tradicional és l'ús d'escalament fractal: parts menudes de l'estructura tendeixen a semblar-se'n a les parts més grans com, per exemple, un llogaret circular fet de cases circulars.
Com la majoria de tradicions arquitectòniques d'altres indrets, l'arquitectura africana ha patit moltes influències exteriors des dels períodes més primerencs. L'arquitectura occidental també ha tingut un impacte en les zones costaneres des de finals del s. XV i, actualment, és una font d'inspiració important per a molts edificis, sobretot a les grans ciutats.
L'arquitectura africana empra una àmplia varietat de materials. En les seues estructures es pot trobar palla, pals de fusta, fang, tova, terra piconada i pedra, amb una preferència de materials d'acord amb cada zona: Àfrica del Nord per la pedra i la tova; Àfrica occidental pel fang i la tova; Àfrica central per la fusta i altres materials peribles; Àfrica oriental, per materials variats; Àfrica meridional, per la pedra, la palla i la fusta.
L'arquitectura africana vernacla també fa ús d'una àmplia varietat de materials. En aquest tipus d'arquitectura popular es poden identificar nou àmplies categories d'estructures habitacionals: 1. En forma de rusc; 2. Con en cilindre; 3. Con en els pols; 4. Testera sostrada; 5. Con piramidal; 6. Rectangle amb sostre arredonit i pendent als extrems; 7. Quadrat; 8. Cúpula o sostre pla en argila; 9. Quadrangular, al voltant d'un pati obert; 10. Con al terra.

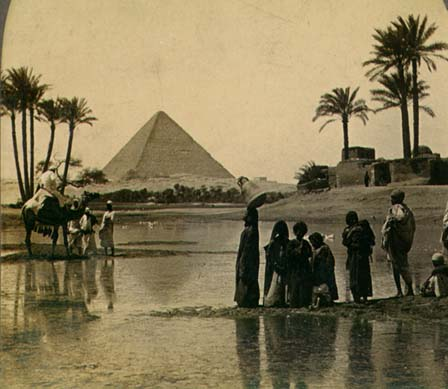
Les piràmides de Guiza són considerades una de les majors gestes arquitectòniques de tots els temps i una de les set meravelles del món antic

## Arquitectura antiga
El tipus d'estructura més famosa de tota Àfrica, les piràmides d'Egipte, continua sent un dels primers grans assoliments arquitectònics mundials, tot i que limitat en l'abast pràctic i creat en un context purament funerari. Les tradicions arquitectòniques egípcies també veieren l'augment d'amplis complexos de temples i edificis.
Es desconeix en gran manera l'antiga arquitectura del sud i oest del Sàhara i la data dels monòlits del riu Cross que contenen dissenys geomètrics o humans. El gran nombre de cercles megalítics de Senegàmbia també evidencia una arquitectura emergent.

### Egipte

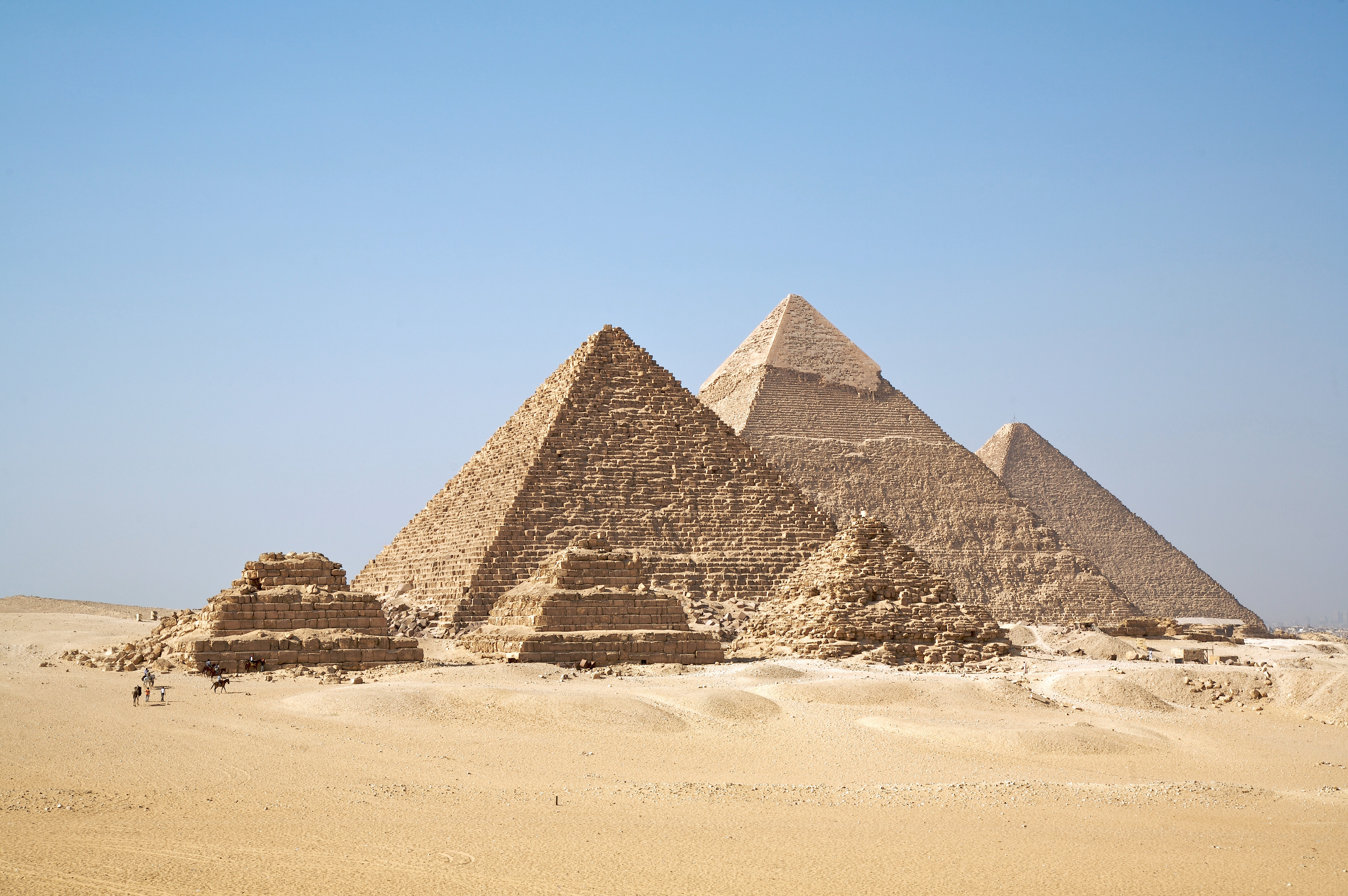
Piràmides de Guiza

Els assoliments arquitectònics egipcis foren variats, des de temples i ciutats emmurallades, a canals i dics. Les construccions més originals egípcies monumentals són els complexos de les piràmides, els temples i les tombes (mastabes, speos i hipogeus).
A causa de l'escassetat de fusta, els dos materials de construcció més usats en l'antic Egipte eren la tova i la pedra, sobretot pedra calcària, tot i que també gres i granit en grans quantitats.
La informació actual sobre l'arquitectura egípcia antiga es fonamenta sobretot en els monuments religiosos, estructures massisses caracteritzades per la seua grandària, amb murs lleugerament inclinats i poques obertures, repetint un mètode de construcció possiblement utilitzat per a estabilitat en edificis de murs de tova.

### Núbia

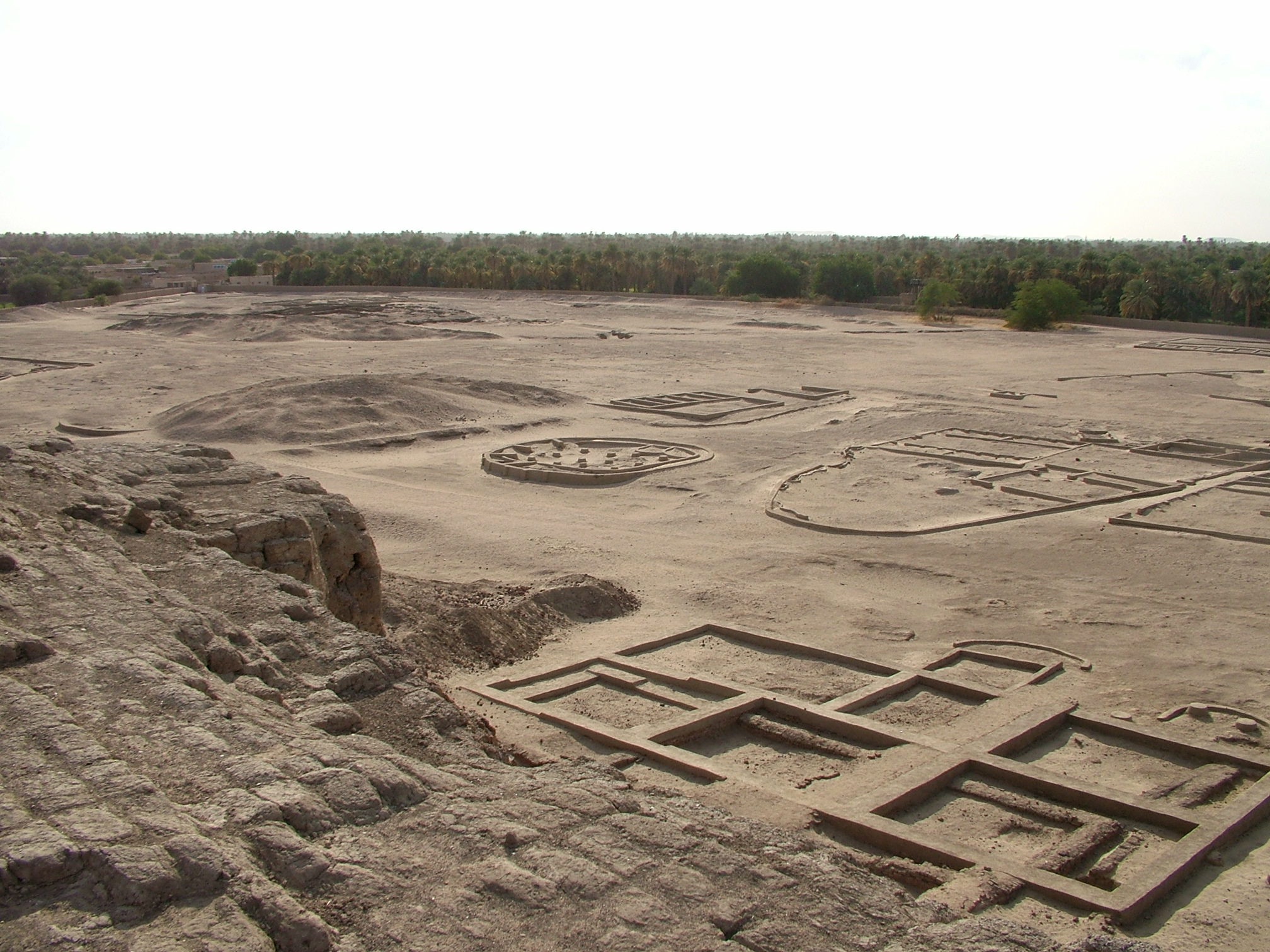
La ciutat de Kerma

L'arquitectura nubiana és una de les més antigues del món. Un dels primers tipus d'edificacions foren els speos, construccions funeràries perforades en la roca, un assoliment datat del voltant del 3700-3250 ae. Els egipcis feren un ús extensiu del procés a Speos Artemidos i Abu Simbel.
Kerma es funda al voltant del 2400 ae. Era una ciutat emmurallada que encloïa edificis religiosos, grans cases circulars, un palau i un bon traçat de camins. Al costat oriental de la ciutat, es dissenyà un temple i una capella. La ciutat tenia una població de 2.000 persones. Una estructura important fou el Deffufa, un temple de tova en la cúspide del qual es ferien cerimònies. Entre 1500 i 1085 ae, la conquesta i el domini egipci de Núbia arribà a la fi.

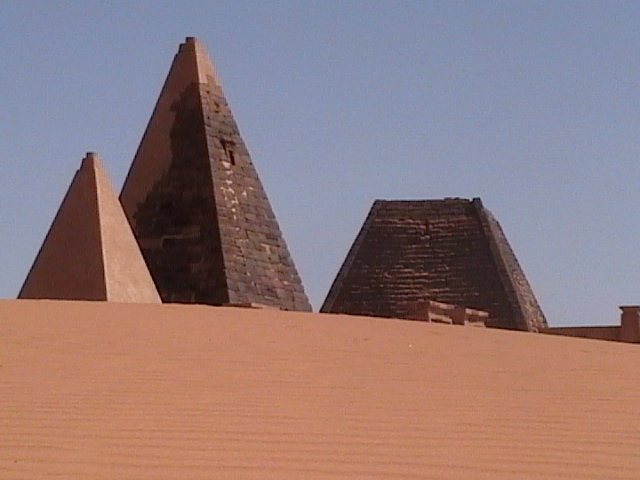
Piràmides nubianes a Mèroe

Aquesta conquesta dona lloc a la fase napatiana de la història nubiana: el naixement del Regne de Cuix. Aquesta època tingué una immensa influència d'Egipte i, finalment, el conquistà. Durant aquesta fase, s'edifiquen moltes piràmides i temples. Gebel Barkal a la ciutat de Napata era un lloc molt significatiu. En la mateixa Napata, s'han excavat tretze temples i dos palaus, tot i que encara no s'han acabat les exploracions arqueològiques. Les piràmides nubianes es construïren en tres llocs principals: Al-Kurru, Nuri i Mèroe. Tenien parets escarpades, una capella i escales dirigides a l'est, i una cambra d'accés per les escales. El lloc de Mèroe té la major quantitat de piràmides nubianes i es considera un dels majors jaciments arqueològics del món. A l'entorn del 350 de, la zona fou envaïda pel Regne etíop d'Axum i el Regne de Cuix desaparegué.

### Regne d'Axum

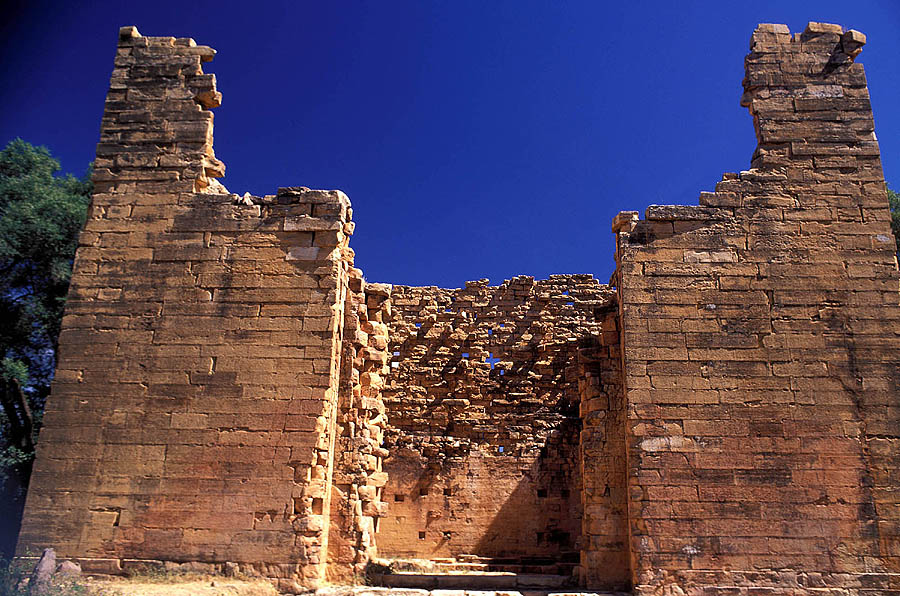
Restes d'un temple a Yeha, regió Tigre, Etiòpia

L'edifici més famós d'aquest període és la torre del segle VIII ae de Yeha, Etiòpia, que sembla que fou la capital de D'mt. L'arquitectura d'Axum cresqué des del segle iv aC cap endavant, i hi persistí fins i tot després de la transició de la dinastia axumita a la Zagüe al segle xii, com es demostra per diverses influències axumites en les esglésies medievals de Lalibela. Altres estructures monumentals són les tombes massives subterrànies. Les stelae (hawilts) foren les úniques grans estructures monolítiques erigides. Altres estructures que usaren monòlits foren les tombes, com ara la "Tomba de la porta falsa" i les tombes de Kaleb i Gebra Maskal a Axum; la major part d'estructures (com els palaus, viles, cases i altres esglésies i monestirs), però, s'hi construïren amb estrats alternants de pedra i fusta.

### Arquitecturamagribina
Els amazics deixaren milers de tombes, l'arquitectura de les quals és única al nord-oest d'Àfrica. La més famosa fou la "Tomba de la dona cristiana" a l'oest d'Algèria. Aquesta estructura conté columnes que rematen en cúpula i vies en espiral que condueixen a una cambra única.

### Cultura Nok
Els objectes de la cultura Nok s'han datat des del 790 ae, a l'altiplà de Jos, Nigèria, entre els rius Níger i Benue. En l'excavació arqueològica de l'assentament nok a Samun Dikiya, es descobrí la tendència de construir en cims, tot i que en general els pobles nok no han estat àmpliament excavats.

### Tichitt Walata
Ticchit Walata és el jaciment preservat més antic de l'Àfrica occidental i l'assentament més antic construït amb pedra al sud del Sàhara. Degué ser construït pels soninkes i hauria estat precursor de l'Imperi de Ghana. Fou habitat al voltant del 2000 ae.

## Arquitectura medieval

### Àfrica del Nord
La conquesta islàmica d'Àfrica del Nord originà el desenvolupament de l'arquitectura islàmica a la zona.

### Àfrica occidental
Els mercaders islàmics tingueren un rol vital a la zona occidental de Sahel des de l'inici de l'Imperi de Ghana.
La capital de l'Imperi Kanem-Bornu, Birni N'Gazargamu, podria haver arribat a les 200.000 persones. Tenia quatre mesquites que podien albergar 12.000 fidels. Estava envoltada per una muralla de més de set metres i més d'una milla de circumferència. Molts carrers s'estenien per l'esplanada i es connectaven a 660 vies. L'edifici principal es construí amb rajola vermella. Altres edificis s'aixecaren amb palla i tova.
Hi hagué sis ciutats estat hausses importants: Kano, Katsina, Daura, Gobir, Zazzau i Biram. Kano n'era la més gran: envoltada per un mur de terraplé reforçat de pedra i rajola. Kano contenia una ciutadella propera on residia la cort reial. Les residències estaven separades per parets de tova. Com més alt fos l'estatus del resident, més elaborades n'eren les parets. L'entrada principal tenia forma de laberint per aïllar les dones. A dins, prop de l'entrada, hi havia l'habitatge de les dones solteres, seguit pel barri dels esclaus.
A Kumbi Salih, vivien en habitatges en forma de cúpula en la secció del rei de la ciutat, envoltada per una gran tanca. Els comerciants vivien en cases de pedra en una secció que incloïa 12 belles mesquites (com les descriu Abu-Ubayd al-Bakrí), una de les quals es dedicava al yumu'ah del divendres. El rei tindria diverses mansions, una de les quals feia 20 m de llarg i 13 m d'ample, contenia set cambres en dos pisos i estaven adornades amb escultures i pintures.
Inicialment, l'arquitectura saheliana va créixer a les dues ciutats de Djenné i Timbuctu. La mesquita de Sankore, construïda en fang i fusta, era semblant a la Gran mesquita de Djenné. L'ascens de regnes a la zona costanera d'Àfrica occidental produí una arquitectura inspirada en les tradicions autòctones. La famosa Benin City, destruïda per una expedició de càstig, fou un gran complex de cases amb teulades de llistons o palmes. El Palau tenia una seqüència de cambres cerimonials i estava decorat amb plaques de bronze.

## Galeria d'imatges

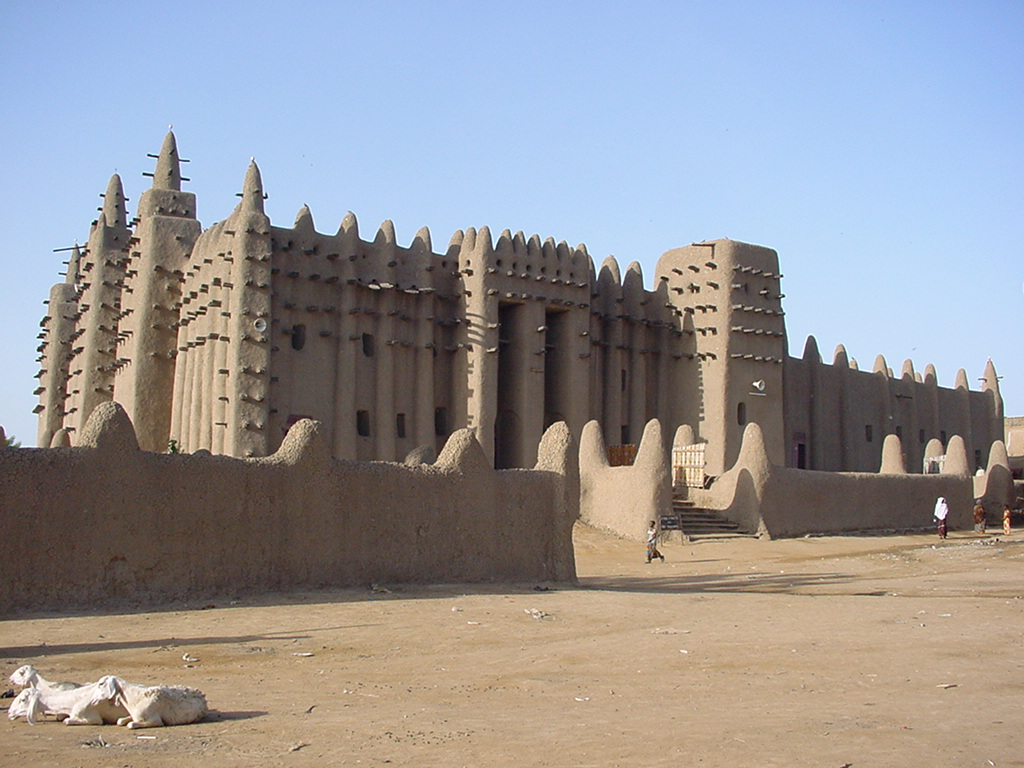
Façana nord de la Gran mesquita de Djenné, amb l'entrada principal
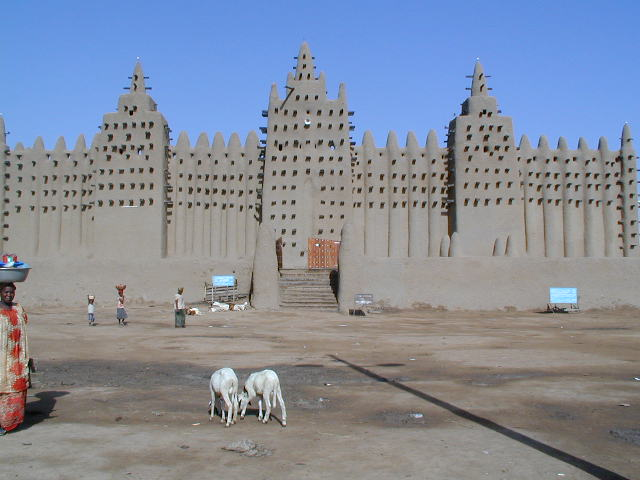
La Gran mesquita de Djenné, construïda al Segle XIII i reconstruïda al 1906-1909, és el major edifici de tova al món
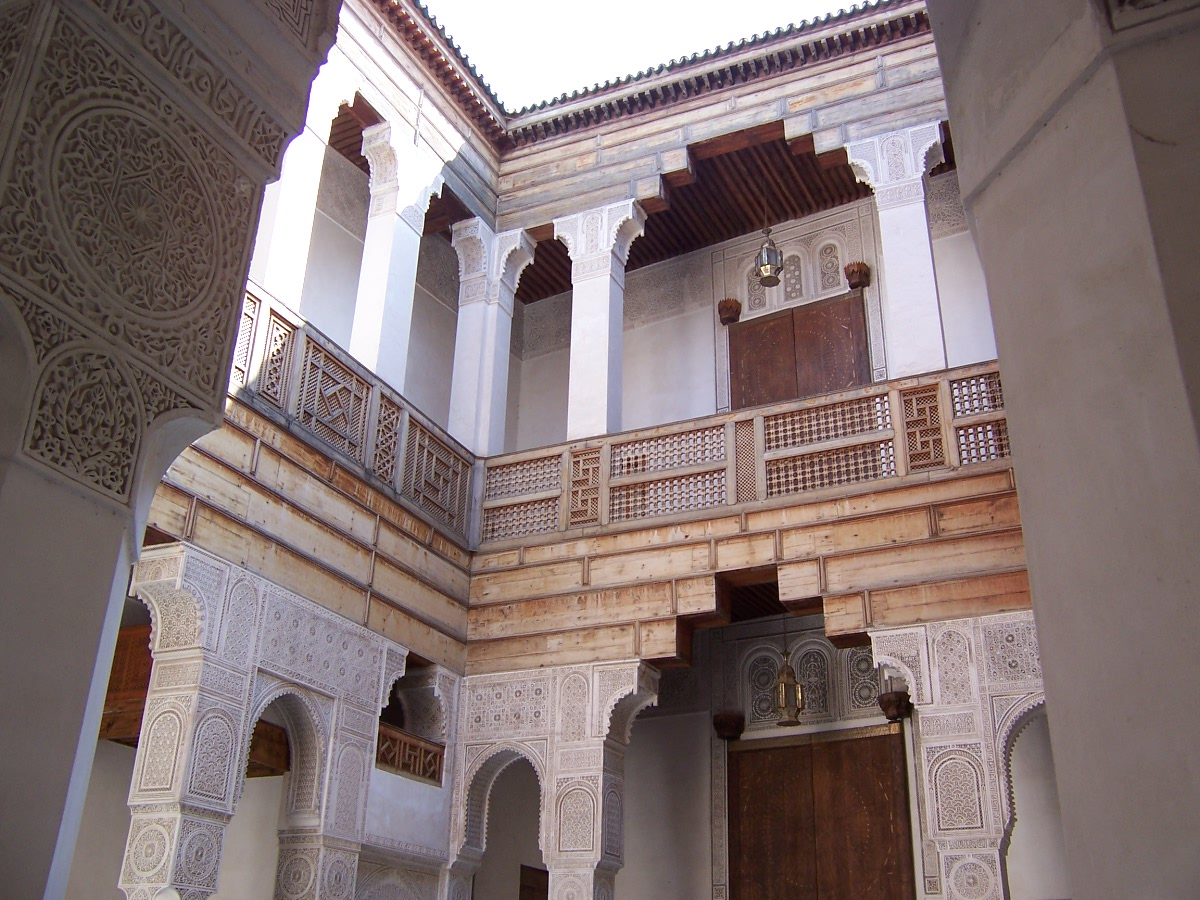
Arquitectura a Fes, al Marroc
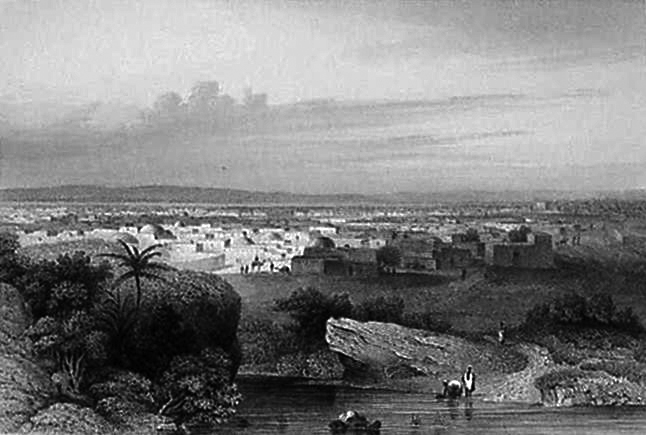
La ciutat de Kano